# Tersilochus rusticulus
Tersilochus rusticulus är en stekelart som beskrevs av Andrey Ivanovich Khalaim 2006. Tersilochus rusticulus ingår i släktet Tersilochus och familjen brokparasitsteklar. Inga underarter finns listade i Catalogue of Life.